# Ісвоареле
Ісвоареле (рум. Isvoarele) — комуна у повіті Джурджу в Румунії. До складу комуни входять такі села (дані про населення за 2002 рік):
- Ізвоареле (1731 особа) — адміністративний центр комуни
- Теюшу (303 особи)

Комуна розташована на відстані 34 км на південний схід від Бухареста, 40 км на північний схід від Джурджу.

## Населення
У 2009 року у комуні проживали 1965 осіб.

## Зовнішні посилання
- Дані про комуну Ісвоареле на сайті Ghidul Primăriilor [Архівовано 5 лютого 2012 у Wayback Machine.]